# 佐方貞人シリーズ
佐方貞人シリーズ（さかたさだとシリーズ）は、刑事事件を専門に扱う敏腕弁護士で元検察官の佐方貞人が事件の真相を追う柚月裕子の推理小説のシリーズ。
シリーズ第2作である『検事の本懐』は2012年に山本周五郎賞候補となり、2013年に大藪春彦賞を受賞した。
剛腕というより骨のある切れ者、しかし自らのポリシーを雄弁に語ることはない佐方の人物像は、著者の柚木が小説を書くきっかけにもなったシャーロック・ホームズシリーズが影響している。助手のワトソンが語り手であるため、主役のホームズの内面はほとんど描かれないが、逆にそのミステリアスさに魅力を感じたため、「佐方についても全てを掲示するより読者に想像して楽しんでほしい、佐方の信念は言葉でなく起こす行動で感じてほしい」とインタビューでは語っている。
『最後の証人』『検事の本懐』『検事の死命』の3作で発行部数の累計は2019年12月時点で42万部を超える。作品は今後も検事時代・弁護士時代、長編・短編こだわらずに続く予定。
本シリーズを原作としたテレビドラマが2015年から2020年にかけてテレビ朝日のスペシャルドラマとして放送された。主演は上川隆也。

## シリーズ一覧
最後の証人
- 単行本：宝島社、2010年5月10日発売、ISBN 978-4-79-667686-1
- 文庫本：宝島社文庫、2011年6月4日発売、ISBN 978-4-79-668364-7、解説：中条省平
- 文庫本【新装版】：角川文庫、2018年6月25日発売、ISBN 978-4-04-106658-4、解説：今野敏

シリーズ第1作、書き下ろし長編作品。佐方は弁護士として登場。なぜ検事を辞めて弁護士となったのかも描かれている。

検事の本懐
- 単行本：宝島社、2011年11月10日発売、ISBN 978-4-79-668682-2
- 文庫本：宝島社文庫、2012年11月6日発売、ISBN 978-4-80-020289-5、解説：池上冬樹
- 文庫本【新装版】：角川文庫、2018年7月24日発売、ISBN 978-4-04-106659-1、解説：大沢在昌

佐方の検事（刑事部）時代の話を集めた短編集。第15回（2013年）大藪春彦賞受賞作。
| タイトル   | 初出                                                                                      | 佐方の職業 | 備考 |
| ---------- | ----------------------------------------------------------------------------------------- | ---------- | --- |
| 樹を見る   | 2011年4月 別冊宝島1749 『このミステリーがすごい！』 大賞作家書き下ろし オール・ミステリー | 検事       | - 佐方、任官して3年目の出来事[10]。 |
| 罪を押す   | 2010年11月 別冊宝島1711 『このミステリーがすごい！』大賞STORIES                           | 検事       | - 筒井の下に配属された日から筒井が佐方の優秀さを目の当たりにするまでの経緯。                                                                             |
| 恩を返す   | 書き下ろし                                                                                | 検事       | - 佐方、父・陽世の七回忌以来4年ぶりに呉原市へ帰郷[11]。 - 佐方の高校時代の同窓生が登場。 佐方が高校時代に受けた停学2か月の処分の理由も明らかになる[12]。 |
| 拳を握る   | 書き下ろし                                                                                | 検事       | - 東京地検特捜部からの応援要請により、増田と共に東京地検へ出張。 （しかし増田はヘルニアが悪化して入院[13]）                                              |
| 本懐を知る | 書き下ろし                                                                                | 検事       | - 佐方の父・陽世の事件の真相。 |

検事の死命
- 単行本：宝島社、2013年9月5日発売、ISBN 978-4-80-021554-3
- 文庫本：宝島社文庫、2014年10月4日発売、ISBN 978-4-80-023206-9、解説：西上心太
- 文庫本【新装版】：角川文庫、2018年8月24日発売、ISBN 978-4-04-106660-7、解説：恩田陸

佐方の検事時代の話を集めた短編集。佐方、筒井、増田は刑事部から公判部へ異動となる。
| タイトル                      | 初出                                                                      | 佐方の職業 | 備考 |
| ----------------------------- | ------------------------------------------------------------------------- | ---------- | --- |
| 心を掬う                      | 2012年4月 宝島社『しあわせなミステリー』                                  | 検事       | - 佐方、米崎地検2年目[17]、4月の出来事[18]。                                                                         |
| 業をおろす                    | 2012年8月 宝島社 『このミステリーがすごい！』大賞作家書き下ろしBOOK       | 検事       | - 短編「本懐を知る」の完結編[19]。「本懐を知る」から数か月後の話。 陽世の十三回忌のため、6年ぶりに次原市に帰る[19]。 |
| 死命を賭ける 「死命」刑事部編 | 2013年8月 宝島社 『このミステリーがすごい！』大賞作家書き下ろしBOOK vol.2 | 検事       | - 「業をおろす」の翌年[20]2月の話[21]。 佐方が米崎地検2年目[22]から3年目（検察官としては3年目から4年目）の出来事。   |
| 死命を決する 「死命」公判部編 | 書き下ろし                                                                | 検事       | - 刑事部編から約2か月後。                                                                                            |

検事の信義
- 単行本：KADOKAWA、2019年4月20日発売、ISBN 978-4-04-106657-7
- 文庫本：角川文庫、2021年10月21日発売、ISBN 978-4-04-111542-8、解説：志水辰夫

佐方の検事（公判部）時代の話を集めた短編集。
| タイトル   | 初出                                                   | 佐方の職業 | 備考                                 |
| ---------- | ------------------------------------------------------ | ---------- | ------------------------------------ |
| 裁きを望む | 2014年12月 宝島社『このミステリーがすごい！ 2015年版』 | 検事       |                                      |
| 恨みを刻む | ハルキ文庫『警察アンソロジー 所轄』                    | 検事       | - 佐方、任官4年目の出来事[25]。      |
| 正義を質す | 2015年12月 宝島社『このミステリーがすごい！ 2016年版』 | 検事       | - 『孤狼の血』の日岡秀一が登場[26]。 |
| 信義を護る | 『小説野性時代』2019年3月号・4月号                     | 検事       | - 佐方、任官5年目の春の出来事[27]。  |

## 舞台設定
米崎
シリーズの舞台となる米崎地検とは架空の地方検察庁で、同じく架空の県庁所在地・米崎市は東京都内から北へ新幹線で2時間程のところにあるとされている地方都市。地酒が美味いらしい。米崎地検で働いている検事は検事正を含めて15名おり、そのうち8人が公判部に所属している。他に米崎東警察署、米崎消防署、米崎拘置所などが存在する。米崎地方裁判所は米崎地検の真向かいにある。
広島県次原市（つぐはらし）山田町
佐方の父・陽世の出身地で、こちらも架空の地名。県北の田園都市で、広島駅から在来線で2時間程の、山をふたつほど超えたところにある農業と林業が中心の田舎町。米崎からは飛行機と電車で計5時間半ほどかかる。人口2000人程。
佐方は3歳から中学時代までをこの地で過ごした。陽世の十三回忌の法事を執り行った曹洞宗龍円寺もこの地にある。
広島県呉原市
山田町から車で1時間半程、広島駅からは電車で40分ほどのところにある海沿いの町。呉原市から米崎市は新幹線や在来線を乗り継いで最短でも7時間かかる。佐方が高校時代を過ごした土地。
酒処「ふくろう」
米崎駅から西に歩いて5分ほどのところにある、駅裏の花小路を抜けて次の路地を右に折れたあたり、表通りから一本奥に入ったどんづまりにある飲み屋で、野球好きの親父（巨人ファン）がひとりで切り盛りしている。店は5人掛けのカウンターと小上がりがひとつのみで、全部あわせても10席にならないほど狭く、カウンターの隅には招き猫が鎮座する。親父は野球のシーズンになるとカウンターの端に置いてあるポータブルテレビにかじりつき、客が来てもだるそうに立ち上がるだけで挨拶も「いらっしゃい」の一言もないが、酒を注文されると、無言で酒とお通しを出す。一見やる気のないようにも見えるが、客の顔と酒の好みは何年経っても決して忘れない。臥龍梅（がりゅうばい）のような幻の銘酒が突然でてくることもある。
元々は筒井御用達の店で親父とも気が合い、筒井が飲みに行くといえば「ふくろう」と決まっている。佐方が米崎地検に配属になって初日の内輪の歓迎会がここで開かれて初めて来店した以降、佐方も通うようになる。

## 登場人物

### 主要人物
佐方 貞人（さかた さだと）
【検察官（検事）時代】
今シリーズの主人公。昭和42年生まれ、広島県出身。独身。検察官時代は20代後半から30歳手前。3歳の時に母親の小百合（さゆり）が病気で他界し、父・陽世は仕事で忙しかったため、以後は次原市に住む父方の両親（佐方敏郎・スエ夫妻）に預けられて育てられた。中学生の時に陽世が逮捕されたため、将来を考え中学卒業を機に呉原市に住む敏郎の妹・美代子の元に預けられ、美代子に実の子のように育てられる。そのまま呉原市にある呉原西高（三流高）に進学するが、真面目とは言えず遅刻や欠席が多かった。しかしそれでいて試験の成績はつねにトップをキープ。2か月の停学処分を受けたこともあったが、高校は無事に卒業。奨学金を得て北海道大学へ進学。高校2年生の時に父親の陽世が他界したため、この時身内は父方の祖父母のみ。彼らは佐方が司法試験に合格するまでたびたびお金を送ってくれた。法学部を卒業し、司法試験に合格。その後、司法修習を経て検察官（検事）に任官した。
初任地は東京地検で南部哲夫の下で学び、2年目に米崎地方検察庁刑事部に異動し、筒井の下に配属となった。米崎地検における新任明け検事は刑事部と公判部の両方を経験することになっているが、「拳を握る」で上層部の怒りを買ってしまったため、米崎に配属されて2年目（検事になって3年目）に公判部に異動する話は留め置かれてしまう。米崎地検3年目（検事になって4年目）となる春、米崎地方検察庁公判部に増田と共に異動する。
ぼさぼさの髪に皺くちゃのワイシャツ、よれよれのスーツという風に身なりには無頓着であり、無表情で無愛想だが検事らしい鋭い眼を持っている。外部の圧力に屈することなく真摯に真実を追い求め、次々に事件を捜査し処理していくストイックで優秀な男。出世や保身に関心がない。ハイライトを好んで吸う。考え事をする時に頭をくしゃくしゃとかく癖がある。日本の芸能界には疎く、SMAPのメンバーの区別すらつかないが、海外ミステリーには詳しい。大学時代、独学で速記を勉強したことがある。車は持っておらず、官舎からバス通勤をしている。祖父母に苦労して育てられたため、自分と同じような境遇の子供の未来を少しでも拓きたいと考え、毎年自分のボーナスから一部を児童施設に寄付している。
【弁護士時代】
佐方が検察官になって5年目の秋、佐方の後輩でもあった優秀な検察官の犯罪が発覚した際、警察も地検も事件をもみ消し、起訴ではなく単なる左遷ですませたその隠蔽体質が許せず検察を辞める。信頼していた上司である筒井もそれを知りながら黙って上に従っていたため、彼に対する見方も変えてしまう。
その後弁護士となり、中野に法律事務所をかまえる。依頼を受ける基準は報酬の多寡でもなければ勝算のあるなしでもなく、事件が面白いかどうかであり、検察の読み通りに事が進む事件には興味を示さない。被告人に不利にならない限り真実を追及するのが佐方の方針で、高額な報酬が引き換えでも事実を捻じ曲げてまで自分に有利な判決を望む依頼人の弁護は断り、逆に充分な調べもされないまま不当な裁きを下されるかもしれない事件であれば、金にならない国選弁護人であっても引き受ける。そのため事務所経営は余裕がなく、事務員は小坂千尋ひとりを雇うのがやっと。
くたびれたスーツ、寝癖がついたままの髪、伸びかけたヒゲと、身なりには相変わらず無頓着。ヘビースモーカーぶりも変わらず、裁判の前日に深酒をすることもあるが、強いので翌日の仕事には決して支障をきたさない。
立場は違えど、どちらの時代でも「罪をまっとうに裁かせることが正義」「罪はまっとうに裁かれなければいけない」と発言している。
筒井 義雄（つつい よしお）
佐方が検事として任官して2年目に赴任することになった米崎地方検察庁刑事部の副部長。40歳過ぎ（佐方・検事時代）。まだ新米だった佐方に検事のいろはから地検内部の勢力図までありとあらゆることをこと細かに教え、目をかける。佐方のことは”秋霜烈日のバッジをつけるために生まれてきたような男”、”条件やデータで事件を見ず、人間を見る”、”佐方は法と人、両方で罪を裁ける人間だ”などと評価し、信頼している。佐方が刑事部に来る1年前に着任していたが、佐方が公判部に異動になった同じタイミングで横異動することになり公判部の副部長となる。この時息子の亨（とおる）は中学生だった。
2、3年ごとに異動をくりかえした後、再び米崎に戻り、米崎地方検察庁公判部公判部長となる。息子は社会人となり、娘は大学生となった。妻の名は美佐枝（みさえ）。
酒が好きで3日に1度は「ふくろう」か検事室で酒盛りをしており、酒を飲むたび、「罪をおかすのは人間、法より人間を見なければいけない」と何度も言う。中央大学出身。大学時代にタバコを覚え、任官してからヘビースモーカーとなったが、地検が禁煙になったのを機にタバコはやめた。頭髪が薄くなってきたことを気にしている。とにかく米崎が好き。出生レースには興味がない。
増田 陽二（ますだ ようじ）
佐方が米崎地検に配属になってからずっと佐方を担当している事務官。佐方より3歳年上だが、童顔で小柄な体躯のおかげで実年齢より若く見られる。ヘルニアの持病がある。タバコは吸わない。事件解決にかける佐方の執念や、罪を立件するためならなんでもするというプロ意識の高さに頭が下がる思いでいる。地元・米崎出身。

### その他
※複数話に登場する人物を記載
佐方 陽世（さかた ようせい）
佐方の父。広島県次原市山田町出身。子供の頃に結核にかかったことがある。農家の家に生まれるが、父・敏郎の「世のため人のためになる仕事をしてほしい」という言葉をきっかけに弁護士を目指して広島大学の法学部へ進み、卒業の翌年・2年目で司法試験に合格。2年司法修習を受けた後、広島で居候弁護士をしていた時に結婚し、昭和42年・32歳で広島に弁護士事務所を開業。当時、佐方がまだ生まれたばかりだったが、3年後に妻が病気で他界したため、次原市に住む両親に佐方を預ける。
昭和57年・47歳の時、顧問弁護士をつとめていた「小田嶋建設」の創業者・小田嶋隆一朗会長の金を業務上横領した罪で逮捕された。警察の取り調べでは黙秘を貫き、公判でも全く争わずに起訴事実を認める。結果、一審で懲役2年の実刑判決を受け、控訴せず服役する。服役して1年半を過ぎた頃にすい臓がんを患い、広島市内の病院に移送され、入院してから3か月後に亡くなった。享年50。実は横領したのではなく会長との約束を果たしただけだったが、真相は裁判ではおろか身内にも話さず、死ぬ間際に佐方にだけ一部を話して会長との約束を引き継がせた。
「事件はまっとうに裁かれにゃあいけん」「借りを返せば、恩が返せるわけじゃない」というのが口癖。物静かで穏やか、滅多に感情を表に出さず、人の輪の中にいることよりひとりでいる方を好むような男だったが、裁判の時は人が変わったように熱くなり、仲間内からも依頼人からも信頼される優秀な弁護士だった。現役時は冤罪事件を多く扱っていた。
佐方 敏郎（さかた としろう）
佐方陽世の父であり、佐方貞人の祖父。広島県次原市で農家を営んでいる。屋号は”淵上（ふちがみ）”。陽世の代わりに佐方を3歳から中学卒業まで引き取って育てる。4人兄弟の長男で、20歳近く歳が離れた美代子という妹がいる（次男・三男は戦争で死亡）。
小田嶋 隆一朗（おだじま りゅういちろう）
佐方陽世が顧問弁護士をつとめていた「小田嶋建設」の創業者であり会長。癌で余命が少ないと悟り、陽世に自分の死後の財産管理を任せる。佐方敏郎とは年がひとつ違いで幼馴染。大東亜戦争では一緒に満州に派兵された。陽世が結核にかかった時には治療費の工面をした。
小田嶋 一洋（おだじま かずひろ）
小田嶋隆一朗の長男。父・隆一朗の亡き後、「小田嶋建設」を継いで社長となる。
清水 亮子（しみず りょうこ）
「小田嶋建設」元従業員。昭和21年生まれ。同じく小田嶋建設で働いていた清水憲吾と結婚したが、憲吾が腎臓癌に罹り死別した。沙代という娘がいる。
肺を患い、長い入院生活の後、他界した。
清水 沙代（しみず さよ）
亮子の娘。薬剤師。亮子と清水健吾との間の子として育てられた。しかし本当の父親が小田嶋隆一朗であることを、亮子が他界する数か月前に知らされた。
篠原 宗之（しのはら むねゆき）
佐方陽世とは司法修習生時代の同期。現在も現役の弁護士で、広島で個人事務所を営んでいる。白髪交じりの頭、額には深い皺。ショートホープを吸う。
陽世の十三回忌（「業をおろす」）で横領についての隠された真相が明らかになってからは、陽世の名誉回復のために奔走している。
木浦 亨（きうら とおる）
佐方貞人の司法修習生時代の同期。現在は広島地検の検事。実家は長野にあり、地元の信州大学を卒業している。誰とでも気さくに接するものの、歯に衣を着せぬ物言いで敵を作る場合もあるが、佐方とは気が合い、よく酒を飲みかわす仲。昔から惚れっぽい性格で、女性に振られては佐方に愚痴をこぼしていた。
南場 輝久（なんば てるひさ）
米崎東警察署の署長で警視正。学生時代は柔道をしており、肩幅が広く筋肉質。正直すぎて口が回らず、お世辞が言えない性格。よく言えば真面目、悪く言えば不器用。筒井とは郷里が同じで、筒井が米崎県内の警察官で最も信用を置く相手。
「樹を見る」で連続放火事件を解決した佐方に恩義を感じており、以降何かと協力してくれるようになる。佐方の仕事に対する情熱とひたむきな態度に影響され、出世のために点数をかせぐより、事件の真相を解明することの方に充実感を覚えるようになった。
「恨みを刻む」で、米崎西警察署の刑事を虚偽有印公文書作成・同行使の容疑で逮捕するのに手を貸したことで、県境にある僻地の田舎町・松崎（まつさき）へ飛ばされてしまう。
井原 智之（いはら ともゆき）
10人以上の弁護士の他、司法書士や税理士なども複数所属する米崎県下最大の法律事務所「井原法令綜合事務所」の代表弁護士。ネクタイや靴、時計などは一目で高級とわかるものを身に着けており、貫禄や風体で50歳前後に見えるが、骨太で均整のとれた身体付き、力強い目や意志の強そうな表情には30代の若々しさが見える。法に触れない限り、事実はどうであれ、どんな手を使ってでも依頼人有利の判決に導くのがポリシーで、上得意の依頼人には逆らわない。
佐方とは「死命を決する」で敵味方になって争ったが、佐方の能力については高く買っている。

## テレビドラマ
シリーズ第1作『最後の証人』を原作としたテレビドラマが2015年1月24日にテレビ朝日で放送された。主演は上川隆也。初めての映像化に著者の柚月は「本作は最も映像化が難しいと考えていた作品だったので驚いた。しかも執筆時に具体的な俳優を思い浮かべたわけではないにもかかわらず、上川隆也さんが佐方を演じると聞いて鮮明にイメージが浮かび、すんなりと受け入れることができた。佐方貞人のいちファンとして楽しみにしている。」と喜びのコメントを寄せた。
2016年1月17日にドラマスペシャルとしてテレビ朝日の「日曜エンタ」枠（21:00 - 23:10）で『検事の死命』に収録されている短編「死命を賭ける」「死命を決する」を原作としたエピソードが第2弾として放送された。上川は引き続き佐方貞人を演じたが、時系列としては前作よりも過去である“エピソード0”ともいうべき作品であり、前作では弁護士となっていた佐方がまだ検事の頃の出来事が描かれる。
2016年12月3日にドラマシリーズ第3弾として『検事の本懐』が放送された。第2弾『検事の死命』にも登場した衆議院議員・大河内定和の絡んだ贈収賄事件の真相を追う続編であり、前作の1年後の設定で描かれた。
2020年9月6日にドラマスペシャルとして第5弾「恨みを刻む」が「日曜プライム」枠で放送され、放送前の8月30日にはシリーズ初の配信限定トークイベントも行われた。
毎回、異なった女性が相棒役をつとめるバディものとして描かれているのがシリーズの特徴の1つとなっており、それぞれの愛らしいキャラクターが佐方の硬骨なキャラクターを際立てている。

### キャスト
佐方 貞人（さかた さだと）〈45〉
演 - 上川隆也（高校時代：細田佳央太〔第3作〕）
米崎地方検察庁刑事部検事（第2作）⇒米崎地方検察庁公判部検事（第2,3,4,5作）⇒東京で刑事事件を専門に扱う弁護士（第1作）。父からの言葉でもある“罪をまっとうに裁かせること”がポリシー。愚直なまでに信念を貫くブレない男。普段は無愛想で何を考えているかわからないが、裁判になると優秀な能力を発揮する。速記の知識がある。
後輩検事の神田が女性司法修習生を強姦したが、筒井を含め検察全体が起訴もせず事件を隠蔽したことが許せず検察を辞めた。
ドラマでは、原作よりも年齢が上に変更された。
庄司 真生（しょうじ まお）〈45〉
演 - 松下由樹（幼少期：甲斐光〔第1作〕）
米崎地方検察庁公判部検事（第1,2,3作）⇒米崎地方検察庁刑事部検事（第4,5作）。上司からも期待される優秀な検事。 佐方がなぜ検事を辞めたのかは知らない。
ドラマでは佐方の検事時代も含め全ての話に登場し、原作より年齢は上で、佐方とは検事時代の同期という設定に改変された。
子供の頃に父親が通り魔に殺されたが犯人が不起訴になったという過去があり、罪を犯した人間はきちんと裁かれるべきであるという信念をもっている。
小坂 千尋（こさか ちひろ）
演 - 倉科カナ（第1作）
佐方の弁護士事務所で働く新米弁護士。
増田 陽子（ますだようこ）
演 - 志田未来（第2作）
佐方の検事時代の担当検察事務官。感情を率直に表に出すタイプ。
加東 栞（かとう しおり）
演 - 本仮屋ユイカ（第3作）
東京地方検察庁特捜部の検察事務官。米崎から応援にやってきた佐方とコンビを組む。強気で真面目。教えられたことをとことん忠実に守ろうとする頑なな面がある。
小田 薫（おだ かおる）
演 - 水崎綾女（第4作）
佐方付きの米崎地方検察庁の検察事務官。噂好き。
花岡 尚子（はなおか なおこ）
演 - 瀧本美織（第5作）
佐方付きの米崎地方検察庁の検察事務官。明るくポジティブな性格。
大河内 定和（おおこうち さだかず）〈68〉
演 - 寺田農（第2,3作）
自明党衆議院議員。後援会長である本多家の痴漢事件で米崎地検に圧力をかける。1年後、技術技能支援財団から不正に献金を受けた容疑がかけられる。
本橋 信次郎（もとはし しんじろう）
演 - 松尾貴史（第4,5作）
米崎地方検察庁の次席検事。警察との関係悪化を嫌う。
筒井 義雄（つつい よしお）
演 - 伊武雅刀
米崎地方検察庁刑事部長（第2作）⇒米崎地方検察庁公判部長（第1,3,4,5作）。佐方や真生の検事時代の上司。
酒場の店主
演 - 上田耕一（第1,2,3作）
佐方と筒井が飲む米崎にある酒場「ふくろう」の店主。女性客には愛想が良く、男性客には無愛想だが、酒の好みはよく覚えている。

#### ゲスト
第1作「最後の証人」
- 高瀬 光治（米崎市内にある高瀬内科診療所院長・美津子の元夫） - 石黒賢
- 浜田 美津子（被害者） - 紺野まひる
- 丸山 秀雄（米崎警察交通課の元警察官） - 平田満
- 西脇 聡（法医学教授） - 中丸新将
- 宮本 良子（専業主婦・美津子の陶芸教室での知人） - 藤真利子
- 田端 啓子（高瀬家の隣家の主婦） - 山下容莉枝
- 五十嵐 雅司（タクシー運転手） - 螢雪次朗
- 田沢 広（セントマーレインホテルのフロント係・被害者の第一発見者） - 神保悟志
- 小菅（副署長） - 森下哲夫
- 加藤（コンビニ店長） - 有福正志
- 島津 邦明（島津建設社長・被告人） - 大杉漣
- 三宅 晃（米崎地検事務官） - 和泉崇司
- 岩瀬 厚一郎（米崎地方裁判所裁判長） - 山田明郷
- 寺元 和雄（裁判員） - ノモガクジ
- 庄司 洋子（真生の母親） - 山口果林
- 三浦（介護老人施設「若葉郷」介護士） - 河合龍之介
- 高瀬卓（光治と美津子の息子） - 野澤柊
- 山路忠（山路法律事務所弁護士・神田が起こした強姦事件の担当弁護士） - 高橋弘志
- 真田直樹（卓の友人） - 藤原薫
- 滝沢涼子、久保田直子、ほか

第2作「検事の死命」
- 半田 悟（株式会社トップ・ウーマンのデザイナー・弁護側証人）〈38〉 - 飯田基祐
- 三上 幸一（マチダ人材派遣会社登録社員）〈37〉 - 山中崇史
- 真淵 淳一（富岡駅駅員） - 和泉崇司
- 白石 慎太郎（バー経営者・弘敏の友人） - 志水正義
- 仁藤 玲奈（米崎県立米崎高校2年生・被害者）〈17〉 - 竹富聖花
- 仁藤 房江（玲奈の母）〈42〉 - 有森也実
- 本多 麻美（弘敏の妻） - 古川りか
- 本多 弘敏（私立慶明女子高校教師・容疑者）〈43〉 - 津田寛治
- 岩舘 輝久（米崎県米崎東警察署署長） - 天宮良
- 大友 佐知子（玲奈の同級生）〈17〉 - 荒井萌
- 大友 果歩（佐知子の妹） - 矢崎由紗
- 富樫 明日香（痴漢の被害者・検察側証人）〈22〉 - 小池里奈
- 裁判官 - ノモガクジ
- 松岡 渉（米崎県米崎東警察署生活安全課課長）〈50〉 - 田山涼成
- 佐藤 公美子（米崎県米崎東警察署巡査部長） - 白土直子
- 多田 博（米崎県米崎東警察署科捜研主査） - 尾関伸嗣
- 鬼貫 正彰（米崎地方検察庁検事正） - 山崎銀之丞
- 井原 智之（本多家顧問弁護士・井原法令綜合事務所代表）〈46〉 - 益岡徹
- 本多 篤子（麻美の母・米崎地所会長・大河内定和の後援会長）〈67〉 - 江波杏子
- 田中護、西本歩未　ほか

第3作「検事の本懐」
- 小山 哲明（東京地方検察庁特捜部検察事務官・真生とコンビを組む） - 和泉崇司
- 兼先 守（フリーライター） - 山口馬木也
- 近田 慶彦（東京地方検察庁特捜部部長） - 矢島健一
- 輪泉 琢也（東京地方検察庁特捜部主任検事） - 正名僕蔵
- 葛巻 利幸（技術技能支援財団経理担当） - 手塚とおる
- 増元 敬清（技術技能支援財団代表理事） - 六平直政
- 清水 沙代（亮子の娘） - 真野恵里菜
- 清水 亮子（小田川建設元社員） - 黒田福美
- 佐方 陽世（佐方の亡父） - 中原丈雄
- 岩舘 啓二（利幸のいとこ） - 春田純一
- 篠原 宗之（弁護士・佐方陽世の司法修習生時代の同期） - 浜田晃
- 小田川一洋（小田川建設社長・小田川隆一朗の息子） - 岸博之
- 野本（東京地検特捜部検事） - ノモガクジ
- 葛巻佳枝（利幸の妻） - 斉藤レイ
- 葛巻新一（利幸の息子） - 松井勇歩
- 園部 勝也（技術技能支援財団の経理担当役員・不正経理の重要参考人） - 稲田龍雄
- 「ピックアップ」編集長 - 浅田祐二
- 清水 憲吾（紗代の亡夫） - 東康平
- 永谷 美薗（小料理店「千松」女将・園部勝也の愛人） - 松島紫代
- 米川 京子（大河内定和事務所事務員） - 渋谷めぐみ
- や乃えいじ ほか

第4作「検事・佐方〜裁きを望む〜」
- 芳賀渉（勝一郎の婚外子・被告人） - 渡辺大（幼少期：山本悠央）
- 芳賀明美（渉の母） - 石野真子
- 児島隆雄（郷古家の顧問弁護士） - 利重剛
- 郷古勝一郎（大手不動産会社「GOKO ESTATE」の前代表取締役社長） - 津嘉山正種
- 郷古麻恵（勝一郎の妻） - 立石涼子
- 郷古勝哉（勝一郎の長男・「GOKO ESTATE」の現社長） - 池内万作
- 郷古恭治（勝一郎の次男） - 黄川田雅哉
- 吉田高子（郷古家の家政婦） - 山下容莉枝

第5作「検事・佐方〜恨みを刻む〜」
- 鴻城伸明（米崎西署生活安全課警部補・銃器薬物犯係係長） - 原田龍二
- 高梨祥一（米崎西署生活安全課・銃器薬物犯係） - 堀井新太
- 室田公子（覚せい剤所持で逮捕された被告人・旅館従業員） - 乙葉
- 曾根谷治夫（米崎西署の生活安全課課長・警部・鴻城の上司） - 青山勝
- 吉田譲（米崎西署の署長・次の人事異動で県警に栄転の予定） - 井田國彦
- 武宮美貴（公子の幼なじみ・スナック経営） - 内田慈
- 志崎智哉（米崎西署の生活安全課銃器薬物犯係・鴻城の部下・公子の逮捕後、警察署内のトイレで拳銃自殺） - 佐々木誠
- 若林哲平（米崎西署の副署長） - や乃えいじ

### スタッフ
- 原作 - 柚月裕子
- 監督 - 兼崎涼介（第1,3,4,5作）、池澤辰也（第2作）
- 脚本 - 吉本昌弘（第1作）、酒井雅秋（第2,3,4,5作）
- 音楽 - 吉川清之
- 撮影 - 田中勇二（J.S.C.）（第1作）、笹村彰（第2作）、朝倉義人（第3作）、日下誠（第4作）、恵藤学（第5作）
- 照明 - 東田勇児（第1,4,5作）、稲嶺司（第2作）、池本雄司（第3作）
- 美術 - 吉澤祥子（第1作）、伊藤茂（第2作）、小出憲（第3作）、松崎宙人（第4作）、松宮敏之（第5作）
- 録音 - 佐俣マイク（第1作）、今井善孝（第2作）、四方裕幸（第3作）、近藤義兼（第4,5作）
- 編集 - 藤田和延（J.S.E.）（第1,4作）、只野信也（第2作）、米田武朗（J.S.E.）（第3作）、乾栄司（第5作）
- 記録 - 中野保子（第1作）、永倉美香（第3作）、奥井富美子（第4作）、西村直美（第5作）
- 助監督 - 匂坂力祥（第1作）、最知由暁斗（第2作）、市川歩（第3,4作）、小川岳志（第5作）
- VE - 木子尚久（第1,4,5作）、小森広美（第2作）、横山丈浩（第3作）
- 装置 - 小高良太（第1作）、柴田優（第3,5作）、岡本文彰（第4作）
- 小道具 - 髙津商会
- 装飾 - 極並浩史（第1,3,4,5作）、前田亮（第2作）
- 持道具 - 中村麻衣子（第1作）、岩花学（第3作）、井上充（第4作）、中村里沙（第5作）
- 衣裳 - 山崎武（第1作）、金田あずさ（第2作）、東京衣裳（第3作）、宿女正太（東京衣裳）（第4,5作）
- スタイリスト - 有吉麻美（第1,3,4,5作）、久保木裕子（第2作）
- ヘアメイク - 若林幸子（第2作）、東和美粧、石井薫子（上川隆也担当）（第3作）
- 法律・弁護士監修 - 野元学二
- VFX - キルアフィルム（第1,3,4,5作）
- 技斗 - 清家三彦（第1,5作）、二家本辰己（アーバンアクターズ）（第2作）、中村建人（第3作）、清家一斗（東映剣会）（第4作）
- カーアクション - アクティブ21（第2作）
- 技術協力 - アップサイド（第2作）
- 美術協力 - KHKアート、東京美工、紀和美建、高津装飾美術（第2作）
- 音楽協力 - テレビ朝日ミュージック（第1,3,5作）
- ポスプロ - 東映ラボ・テック、東映デジタルセンター（第2作）
- プロダクション協力 - 東映太秦映画村（第1,3作）、東映東京撮影所（第2作）
- ゼネラルプロデューサー - 佐藤凉一（テレビ朝日）
- プロデューサー - 山川秀樹（テレビ朝日）（第1作）、大江達樹（テレビ朝日）（第2,3作）、和佐野健一（東映）、佐藤凉一（テレビ朝日）（第4,5作）、大西丈二（東映）（第4,5作）、残間理央（テレビ朝日）（第5作）
- 制作 - テレビ朝日、東映

### 放送日程
| 話数 | 放送日         | タイトル                                   | 原作                                                | 監督     | 脚本     |
| ---- | -------------- | ------------------------------------------ | --------------------------------------------------- | -------- | -------- |
| 1    | 2015年01月23日 | ドラマスペシャル 最後の証人                | 『最後の証人』                                      | 兼崎涼介 | 吉本昌弘 |
| 2    | 2016年01月17日 | ドラマスペシャル 検事の死命                | 『検事の死命』所収 「死命を賭ける」「死命を決する」 | 池澤辰也 | 酒井雅秋 |
| 3    | 2016年12月03日 | ドラマスペシャル 検事の本懐                | 『検事の死命』『検事の本懐』                        | 兼崎涼介 | 酒井雅秋 |
| 4    | 2019年12月26日 | ドラマスペシャル 検事・佐方 〜裁きを望む〜 | 『検事の信義』所収「裁きを望む」                    | 兼崎涼介 | 酒井雅秋 |
| 5    | 2020年09月06日 | ドラマスペシャル 検事・佐方 〜恨みを刻む〜 | 『検事の信義』所収「恨みを刻む」                    | 兼崎涼介 | 酒井雅秋 |